# Agylla remelana
Agylla remelana là một loài bướm đêm thuộc phân họ Arctiinae, họ Erebidae.